# Szalónakújtelek
Szalónakújtelek (németül: Neustift bei Schlaining) Máriafalva településrésze Ausztriában, Burgenland  tartományban, a Felsőőri járásban.

## Fekvése
Felsőőrtől 8 km-re északra, Máriafalvától 2 km-re délkeletre fekszik.

## Története
1388-ban "Hoffh" néven említik először abban az oklevélben, melyben Zsigmond király a borostyánkői uradalmat a Kanizsai családnak adja zálogba. 1392-ben a Kanizsaiak az uradalom tulajdonát is megkapták. 1532-ben a Kőszeg várát ostromló török hadak tatár segédcsapatai elpusztították. Az uradalom által újjáépíttetett falu ezután kaphatta a "Neustift" (Újtelep) nevet. Az 1569-es urbáriumból kitűnik, hogy a faluban ekkor három ház és egy malom is állt. 1580 körül lakói a reformáció hatására evangélikusok lettek. 1763-ban a gyimótfalvi uradalom része lett. 1790-től az újteleki gyerekek a szomszédos Őribánya iskolájába járhattak. A település első iskoláját 1889-ben adták át.
Fényes Elek szerint " Neustift, német falu, Vas vmegyében, Szalónakhoz 1/2 óra: 4 kath., 164 ágostai lak. A jormensdorfi urad. tartozik. Ut. p. Kőszeg."
Vas vármegye monográfiája szerint " Ujtelep (szalonaki) kis falu, 27 házzal és 176 németajkú r. kath. és ág. ev. vallású lakossal. Postája és távírója Szalonak."
1910-ben 166 német lakosa volt. A trianoni békeszerződésig Vas vármegye Felsőőri járásához tartozott. 1921-ben Ausztria Burgenland tartományának része lett. 1971-től Fehérpatak, Grodnó, Máriafalva, Őribánya és Szalónakújtelep közös közigazgatási egysége Máriafalva mezőváros lett.